# Herculis

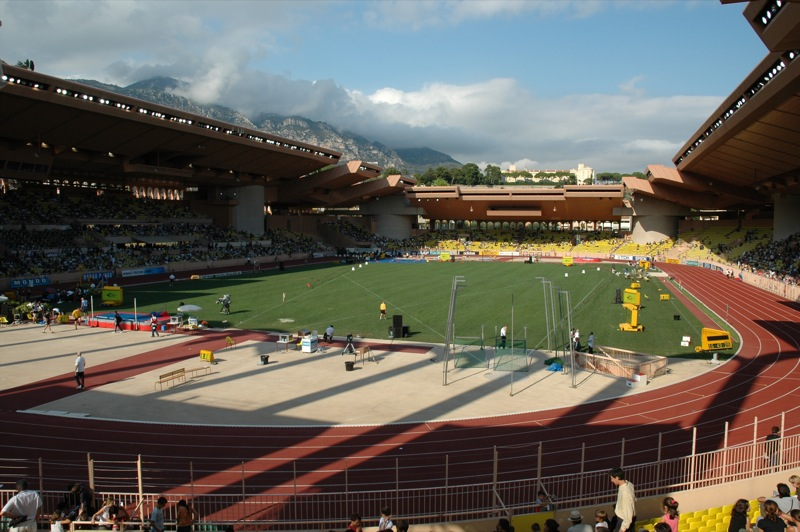
Herculis 2005

Das Herculis ist ein international bedeutendes Leichtathletik-Meeting, das jährlich im Stade Louis II in Monaco ausgetragen wird.
Das erste Herculis wurde auf Initiative von Prinz Albert 1987 durchgeführt. Von 1998 bis 2002 gehörte das Herculis zur Serie der IAAF Golden League, danach zum IAAF Super Grand Prix. In den Jahren 2003 bis 2005 wurde es als Leichtathletik-Weltfinale ausgetragen. Ab 2010 gehört das Herculis zur neu geschaffenen Diamond League.

## Wettkampfbestleistungen

### Männer
| Art              | Rekord            | Athlet            | Herkunft                    | Datum           |
| ---------------- | ----------------- | ----------------- | --------------------------- | --------------- |
| 100 m            | 9,78 (+0,3 m/s)   | Justin Gatlin     | Vereinigte Staaten          | 17. Juli 2015   |
| 200 m            | 19,46 (+0,8 m/s)  | Noah Lyles        | Vereinigte Staaten          | 10. August 2022 |
| 400 m            | 43,73             | Wayde van Niekerk | Südafrika                   | 21. Juli 2017   |
| 800 m            | 1:41,44           | Emmanuel Wanyonyi | Kenia                       | 11. Juli 2025   |
| 1500 m           | 3:26,69 DLR       | Asbel Kiprop      | Kenia                       | 17. Juli 2015   |
| 2000 m           | 5:00,97           | Mohamed Choumassi | Marokko                     | 2. August 1994  |
| 3000 m           | 7:25,02           | Ali Saïdi-Sief    | Algerien                    | 18. August 2000 |
| 5000 m           | 12:35,36 WR DLR   | Joshua Cheptegei  | Uganda                      | 14. August 2020 |
| 110 m Hürden     | 12,93 (0,0 m/s)   | Aries Merritt     | Vereinigte Staaten          | 20. Juli 2012   |
| 400 m Hürden     | 46,51             | Karsten Warholm   | Norwegen                    | 21. Juli 2023   |
| 3000 m Hindernis | 7:53,64 DLR       | Brimin Kipruto    | Kenia                       | 22. Juli 2011   |
| Hochsprung       | 2,40 m            | Bohdan Bondarenko | Ukraine                     | 18. Juli 2014   |
| Hochsprung       | 2,40 m            | Danil Lyssenko    | Authorised Neutral Athletes | 20. Juli 2018   |
| Stabhochsprung   | 6,05 m            | Armand Duplantis  | Schweden                    | 11. Juli 2025   |
| Weitsprung       | 8,58 m (−0,8 m/s) | Iván Pedroso      | Kuba                        | 25. Juli 1995   |
| Dreisprung       | 17,75 m           | Christian Taylor  | Vereinigte Staaten          | 17. Juli 2015   |
| Kugelstoßen      | 22,56 m           | Joe Kovacs        | Vereinigte Staaten          | 17. Juli 2015   |
| Diskuswurf       | 69,08 m           | Lars Riedel       | Deutschland                 | 25. Juli 1995   |
| Speerwurf        | 90,20 m           | Raymond Hecht     | Deutschland                 | 10. August 1996 |

### Frauen
| Art              | Rekord            | Athlet                           | Herkunft                    | Datum           |
| ---------------- | ----------------- | -------------------------------- | --------------------------- | --------------- |
| 100 m            | 10,62 (+0,4 m/s)  | Shelly-Ann Fraser-Pryce          | Jamaika                     | 10. August 2022 |
| 200 m            | 21,77             | Merlene Ottey                    | Jamaika                     | 7. August 1993  |
| 400 m            | 48,97 DLR         | Shaunae Miller-Uibo              | Bahamas                     | 20. Juli 2018   |
| 800 m            | 1:54,60           | Caster Semenya                   | Südafrika                   | 20. Juli 2018   |
| 1500 m           | 3:50,07           | Genzebe Dibaba                   | Äthiopien                   | 17. Juli 2015   |
| 5000 m           | 14:22,12          | Hellen Obiri                     | Kenia                       | 14. August 2020 |
| 100 m Hürden     | 12,30 (+0,6 m/s)  | Nia Ali                          | Vereinigte Staaten          | 21. Juli 2023   |
| 400 m Hürden     | 51,95             | Femke Bol                        | Niederlande                 | 11. Juli 2025   |
| 3000 m Hindernis | 8:44,32 WR DLR    | Beatrice Chepkoech               | Kenia                       | 20. Juli 2018   |
| Hochsprung       | 2,05 m            | Marija Lassizkene                | Authorised Neutral Athletes | 21. Juli 2017   |
| Stabhochsprung   | 5,04 m            | Jelena Issinbajewa               | Russland                    | 29. Juli 2008   |
| Weitsprung       | 7,33 m            | Heike Drechsler                  | Deutschland                 | 11. August 1992 |
| Dreisprung       | 15,31 m (0,0 m/s) | Caterine Ibargüen                | Kolumbien                   | 18. Juli 2014   |
| Kugelstoßen      | 20,60 m           | Natalja Wenediktowna Lissowskaja | Sowjetunion                 | 10. Juli 1991   |
| Diskuswurf       | 69,30 m           | Larissa Korotkewitsch            | Russland                    | 11. August 1992 |
| Speerwurf        | 69,45 m           | Barbora Špotáková                | Tschechien                  | 22. Juli 2011   |